# Psychiatrie

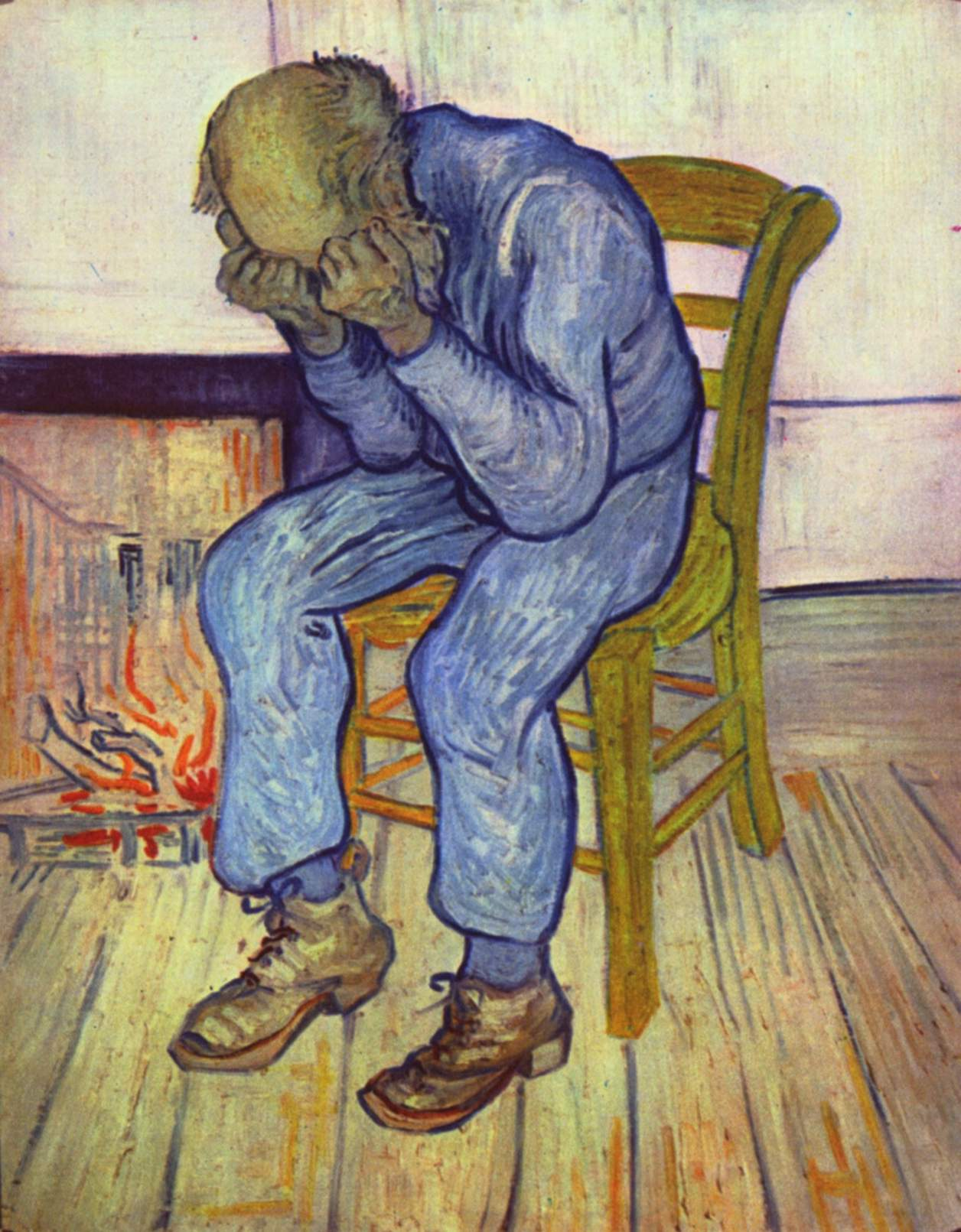
Vincent van Gogh: Před branami věčnosti

Psychiatrie je lékařský obor, který léčí nemoci mozku, které se projevují v myšlení, emocích, vnímání a také chování nemocných. Jinak formulováno – léčí prokázaná (demence, kupř. Alzheimerova choroba) nebo se pokouší léčit předpokládaná onemocnění mozku (kupř. schizofrenie), jejichž příznaky jsou porušené vztahy člověka k sobě nebo k druhým lidem.

## Vývoj a přehled
Prof. Cyril Höschl rozdělil psychiatry (cum grano salis) na „duchaře“ a „práškaře“.[zdroj?]
Základem pro „duchařské“ pojetí je psychoanalytická škola Sigmunda Freuda (1856–1939). Na něj navázaly další generace psychoanalytiků rozrůzněných do několika směrů (ego psychologie, self psychologie, škola objektních vztahů, kleiniání mj.). K rozrůznění těchto škol došlo ve třicátých a čtyřicátých letech 20. století, zčásti pod vlivem nastupujícího fašizmu, který vedl k emigraci většiny autorů do Velké Británie a do USA.
Jako výraz opozice se ustavila v letech 1905–1914 komplexová psychogie Carla Gustava Junga (životní data: 1875–1961, jungiáni) a individuální psychologie Alfreda Adlera.
Odpadlíci psychoanalýzy v čele s Fritzem Solomonem Perlsem (1893–1970) založili gestalt terapii (gestaltismus) a v opozici k psychoanalýze a behaviorismu založil Carl Ransom Rogers "na osobu zaměřený přístup" – PCA (person centred approach). Pojetí psychiatrie jako patologie mezilidských vztahů uvedli američtí autoři Adolf Meyer (1866–1950), William Alanson White (1870–1937) a především Harry Stack Sullivan (1870–1937).
„Duchaři“ v pojetí prof. Cyrila Höschla pojímaní duševní poruchy jako nemoci mozku, které se neprojevují příznaky neurologickými (obrna, extrapyramidové a mozečkové příznaky, poruchy čití atd.), ale projevují se příznaky z oblastí prožívání a chování.
Zakladatelem moderní psychiatrie je Emil Kraepelin(1856–1926), který definoval prvou nosologickou jednotku (nemoc), kterou nazval dementia praecox, což lze přeložit jako „předčasné zblbnutí“. Dnes jsou podobné symptomy považované za typické pro schizofrenii.
Učiteli mu byli slavní psychiatři té doby: Paul Flechsig (1847–1929), Wilhelm Heinrich Erb (1840–1921) a Bertrand von Gudden (1824–1886, osobní lékař krále Ludvíka II. Bavorského, s nímž zahynul rozšířenou sebevraždou utonutím v Stamberském jezeře při projížďce na jezeře). Významně ho ovlivnil zakladatel psychologie jako samostatné disciplíny Wilhelm Wundt (1832–1920).
„Dementia praecox“ čili pozdější schizofrenie (schizofrenní psychóza) se vyznačovala průběhem se střídáním atak a remisí a někteří pacienti měli období remisí charakterizované postupným chátráním, úbytkem vztahů a zhoršením běžného fungování. Proti našim zkušenostem o léčitelnosti schizofrenie (ty nám mj. dává možnost ovlivnit schizofrenie psychofarmaky) stojí jeho představa o její neléčitelnosti a špatné prognóze, jež se ukázala jako nepravdivá. Název schizofrenie vytvořil Eugen Bleuler (1856–1926) a používal ho v plurálu (titul jeho knihy: Dementia praecox oder die Gruppe der Schizofrenien, D.p. neboli skupina schizofrenií). Domníval se, že se jedná o celou řadu duševních nemocí, které si jsou podobné v příznacích, ale stojí za nimi různé patologicko anatomické a patofyziologické procesy mozkové. V otázce léčebného ovlivnění nemoci nebyl ani zdaleka tak skeptický.
Druhou jednotkou podle Emila Kraepelina byla maniodepresivní psychóza (dnes rekurentní alias periodická depresivní porucha a bipolární porucha), jež se projevují obdobími (fázemi) manie nebo deprese, mezi nimiž jsou dokonalé remise.
Rozdělení duševních poruch na schizofrenii a maniodepresivní psychózu se označuje jako kraepeliánská dichotomie a je platné dodnes.
Alois Alzheimer popsal demenci na případu „Augusty D.“ tato forma demence se dnes označuje jako DAT (demence Alzheimerova typu) nebo morbus Alzheimer a představuje „tichou epidemii“) 21. století. Arnold Pick (1851–1924), profesor německé psychiatrické kliniky popsal mj. formu frontotemporální demence nazvanou morbus Pick.
Konečným důkazem, že psychiatrie patří do medicíny byl průkaz infekčního původu progresivní paralýzy. Poznamenejme, že progresivní paralýza je konečným stádiem syfilis (pro postižení centrální nervové soustavy syfilidou používáme termín neurosyfilis). Infekční agens, bakterii Trponema pallidum (Spirochaeta pallida) prokázal Fritz Schaudinn (1871–1906), jak konstatováno, jeho objev představoval revoluci v psychiatrii a její jednoznačnou příbuznost a zařazení (do) medicíny.
S určitou licencí můžeme říci, že oblastí neuróz se zabývají „duchaři“ navazující na Sigmunda Freuda. Hlavní léčebnou metodou je zde psychoterapie.
„Práškaři“ se zabývají oblastí psychóz, kupř. schizofrenní psychózou nebo demencemi, jejich hlavní metodou je psychofarmakoterapie.
| MALÁ PSYCHIATRIE                                                               | VELKÁ PSYCHIATRIE                                                                      |
| ------------------------------------------------------------------------------ | -------------------------------------------------------------------------------------- |
| neurózy                                                                        | psychózy                                                                               |
| úzkost a výsledky jejího zpracování: psychické ataky, obsese a kompulze, fobie | halucinace, bludy, patické forie a psychomotorické příznaky                            |
| psychoterapie jako hlavní metoda                                               | hlavní metoda je léčba psychofarmaky                                                   |
| psychofarmaka jen jako podpůrné prostředky, někdy bez psychofarmak             | psychofarmaka jako prostředek, komplexní terapie včetně psychoterapie jako prostředek. |

Z ostatních lékařských oborů má nejvíce styčných bodů neurologie, která se také zabývá nervovou soustavou včetně mozku, z nelékařských oborů je jí nejblíže klinická psychologie, se kterou také psychiatrie úzce spolupracuje jak při léčbě (psychoterapie a poradenství), tak diagnostice.

## Klasifikace duševních poruch
Desátá deceniální revize Mezinárodní klasifikace nemocí, uvádí duševní poruchy v sekci F (F00 je kupř. Alzheimerova choroba se začátkem do 65 let, F320 depresivní epizoda lehká atd.). Mezinárodní klasifikace nemocí (MKN 10) byla inspirována Diagnostickým a statistickým manuálem (DSM-III, dnes ve verzi DSM-5), který vypracovala Americká psychiatrická asociace. Tyto dva klasifikační systémy obsahují jednoznačná kritéria pro posouzení přítomnosti nebo nepřítomnosti příznaků a jednoznačně na jejich základě definují jednotlivé poruchy (nosologické jednotky; nosologie – soustava duševních poruch). Nepoužívají termínu nemoc, ale porucha. Jsou ateoretické – neopírají se ani o teorie „duchařské“, ani o teorie „práškařské“ a dělí duševní poruchy takto:
- Organické duševní poruchy – Jde o značně nesourodou skupinu onemocnění, kde je příčina v nám známém tělesném onemocnění nebo poškození, například vlivem úrazu.
- Duševní poruchy a poruchy chování vyvolané účinkem psychoaktivních látek – Do této skupiny zařazujeme tzv. závislosti na alkoholu nebo nealkoholových látkách, jako je skupina opiátů, konopí, heroin a další. Patří sem i závislost na lécích.
- Schizofrenie, schizofrenní poruchy a poruchy s bludy – Tato skupina nemocí je ve veřejnosti nejčastěji spojována s psychiatrií, je známá také pod názvem psychózy.
- Afektivní poruchy – Projevují se depresí nebo mánií.
- Neurotické poruchy, poruchy vyvolané stresem a somatoformní poruchy – Tyto poruchy (moderní psychiatrie nepoužívá pojem nemoc, ale porucha) mají za společnou příčinu neúměrný stres, v současné době jsme svědky jejich strmého nárůstu. Mezi jejich příznaky patří deprese a velmi široká škála příznaků, které mohou vypadat jako tělesné onemocnění – např. onemocnění žaludku.
- Poruchy osobnosti a chování u dospělých – Poruchy osobnosti se projevují v chování nemocného jedince, které je značně odchylné od normy. Chování může být nepředvídatelné, může mít sklon ke zkratkovitým reakcím. Porucha je v oblastech emocí, interpretace okolního světa, impulzivity, chování k ostatním lidem. Patří sem například disociální porucha osobnosti, histrionská porucha osobnosti a další.

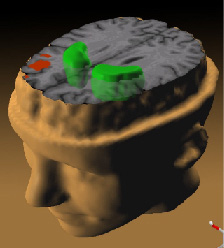
PET zobrazení mozku při schizofrenii

- Mentální retardace – Do mentální retardace zahrnujeme vrozenou poruchu intelektu, pokud se projeví před druhým rokem věku dítěte.
- Poruchy pohlavní identity a sexuální preference – Příkladem je pedofilie, sadismus, masochismus .
- Porucha příjmu potravy – Mentální anorexie a bulimie.
- Sexuální dysfunkce – Porucha erekce a vaginismus.
- Dětská psychiatrie – Dětská psychiatrie se věnuje léčbě dětí a dospívajících do 18 let.

### Klasifikace MKN 10
V současnosti pro ČR platná Mezinárodní klasifikace nemocí MKN 10 rozpoznává tyto kategorie zvané oddíly:
- F00–F09 Organické duševní poruchy včetně symptomatických
- F10–F19 Poruchy duševní a poruchy chování způsobené užíváním psychoaktivních látek
- F20–F29 Schizofrenie‚ poruchy schizotypální a poruchy s bludy
- F30–F39 Afektivní poruchy (poruchy nálady)
- F40–F48 Neurotické‚ stresové a somatoformní poruchy
- F50–F59 Syndromy poruch chování‚ spojené s fyziologickými poruchami a somatickými faktory
- F60–F69 Poruchy osobnosti a chování u dospělých
- F70–F79 Mentální retardace
- F80–F89 Poruchy psychického vývoje
- F90–F98 Poruchy chování a emocí se začátkem obvykle v dětství a v dospívání
- F99 Neurčená duševní porucha

Pro tuto kapitolu jsou stanoveny následující položky s hvězdičkou:
F00* Demence u Alzheimerovy nemoci
F02* Demence u jiných nemocí zařazených jinde
Členění F90–F98
Poruchy chování a emocí lze dále členit:
F 91.0 porucha chování ve vztahu k rodině (často směřuje k nevlastnímu rodiči)
F 91.1 nesocializovaná porucha chování (samotářství, agresivita ke spolužákům atd.)
F 91.2 socializovaná porucha chování (např. dítě je bezproblémové k vrstevníkům, ale s dospělými má konflikty)
F 91.3 porucha opozičního vzdoru (vyznačující se vzdorovitým a provokativním chováním bez známek agresivity)
F 91.8 jiné poruchy chování (např. denní či noční enkopréza a enuréza)
F 91.9 porucha chování nespecifikovaná.

## Současné postavení psychiatrie

Escitalopram – často používané léčivo proti depresi

Moderní psychiatrie je rozvíjející se lékařský obor, který ma za cíl nemocným pomoci navrátit se do běžného života a zmírnit jejich utrpení. Trpí stigmatizací (role psychiatrie respektive psychiatrů v totalitních režimech typu nacismu, ale i komunismu, kdy byl tento obor zneužíván k likvidaci a psychiatrizaci části „nepohodlné“ populace) a někdy zkresleným pohledem ze strany laické veřejnosti.